# 范富国
范富国（1935年—1965年），為范富庶的後裔，是一名服役于越南共和国空军、受过法国训练的南越王牌飞行员和中尉， 因参与1962年南越独立宫轰炸暗杀吴廷琰及其政治顾问的直系亲属而知名。
计划失败后，他被监禁到1963年吴廷琰之死。南越政变的策划者释放了他，并恢复了他的职级。 
1965年，他在北越的轰炸中被击落。音乐家范维创作了一首歌曲来悼念他。 